# Chromis leucura
Chromis leucura är en fiskart som beskrevs av Charles Henry Gilbert, 1905. Chromis leucura ingår i släktet Chromis och familjen Pomacentridae. Inga underarter finns listade i Catalogue of Life.